# 莫斯科薩維奧洛沃車站
薩維奧洛沃站（羅馬化：Savyolovsky vokzal），舊稱布特爾卡站（Бутырский），是俄羅斯首都莫斯科的一個鐵路總站，位於市中心以北。
1902年3月23日啟用。往莫斯科州北部的列車從本站開出。

## 接駁地鐵站
- 萨维奥洛沃站 (謝爾普霍夫-季米里亞澤夫線)（9號線）
- 薩維奧洛沃站 (大環線)（11號線）